# Euphrasia stiriaca
Euphrasia stiriaca är en snyltrotsväxtart som beskrevs av Richard von Wettstein. Euphrasia stiriaca ingår i släktet ögontröster, och familjen snyltrotsväxter. Inga underarter finns listade i Catalogue of Life.